# Au Bon Marche Galaxy Football Club
O Au Bon Marche Galaxy, ou simplesmente ABM Galay, ou ainda, Galaxy, é um clube de futebol semi-profissional sediado na cidade de Port Vila, capital do país insular de Vanuatu e foi fundado no ano de 2014.
Desde a sua fundação o clube cresceu rapidamente no futebol local, ganhando a Segunda Divisão de Vanuatu (3º nível) em 2014-15, a First Division (2º nível) em 2017-18 e a Premier League em 2018-19, conseguindo assim ser um dos representantes de Vanuatu na Liga dos Campeões da OFC de 2020.

## Títulos
- Port Vila Premier League: 2018-19
- Port Vila First Division: 2017-18
- Port Vila Second Division: 2014-15

### Vice-Campeão
- VFF National Super League: 2018-19